# رفض المدرسة

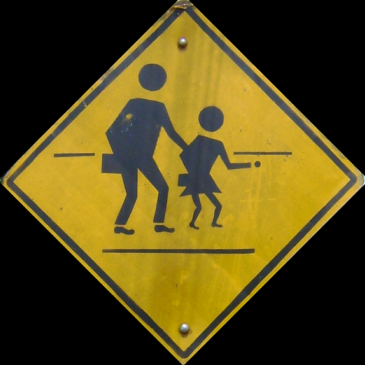

رفض المدرسة هو رفض الالتحاق بالمدرسة بدافع الطفولة و/أو صعوبة البقاء في الفصل ليوم كامل. يحدث التغيب بدافع الطفولة بشكل مستقل، عن طريق إرادة الطفل. ويختلف هذا السلوك عن الغياب من المدرسة الذي يحدث دون رغبة من الطفل، حيث يقوم الآباء بسحب أطفالهم من المدرسة أو يبقينهم في المنزل، أو لظروف أخرى مثل التشرد، يحدث رفض المدرسة بسبب اضطراب عاطفي للأطفال في وقت حضورهم للمدارس أو لصعوبة الحضور للمدرسة.
سلوك رفض المدرسة ليس له سبب واحد. ولكنه يحتوي على مجموعة واسعة من العوامل المساهمة التي تشمل الفرد والأسرة والمدرسة والمجتمع. وهذه العوامل يمكن تنظيمها في أربع فئات رئيسية وهي:
1. تجنب المحفزات المدرسية التي تسبب تأثيراً سلبياً.
2. تجنب المواقف الاجتماعية و/أو التقييمية المجهدة.
3. السعي وراء انتباه الأشخاص المهمين.
4. السعي وراء التعزيزات الملموسة خارج المدرسة.[8][6]

يصعب تحديد معدلات التغييب بسبب سلوك رفض المدرسة لأن هذا السلوك يظهر بطرق متنوعة ويتم تحديدها وتتبعها والإبلاغ عنها بشكل مختلف بين المدارس والمناطق المدرسية. تقدر الأبحاث أن معدلات الرفض المدرسي تحدث بنسبة 1-2% من عامة السكان، وبنسبة 5-15% من عينات الشباب المحالة من العيادة.

## حالات متكررة
يعاني نحو 1 إلى 5% من الأطفال في سن المدرسة من حالة رفض المدرسة، وعلى الرغم من أن هذه الحالة شائعة أكثر لدى الأطفال الذين تكون أعمارهم 5 و6 سنوات وكذلك الأطفال في عمر 10 و11 سنة إلا أنها تحدث بشكل متكرر عندما تطرأ تغيرات كبيرة على حياة الطفل مثل الالتحاق برياض الأطفال أو الانتقال من المدرسة الابتدائية إلى المدرسة المتوسطة أو الانتقال من المدرسة المتوسطة إلى الثانوية. وقد يبدأ ظهور هذه المشكلة بعد العودة من الإجازات أو العطل المدرسية أو الإجازة الصيفية، أو بعد قضاء فترة نقاهة قصيرة بعد مرض ما كما أنها تنتهي عادة قبل بداية الإجازات أو العطل المدرسية أو الإجازة الصيفية قبل أن تبدأ فترة قضاء الطفل بعض الوقت خارج المدرسة. علاوةً على ذلك، قد يحدث رفض المدرسة بعد مرور الفرد بأحداث مربكة، كالانتقال إلى منزل جديد أو وفاة حيوانه الأليف أو أحد أقربائه.
ولا تختلف درجة رفض المدرسة هذه باختلاف الجنس، وتنتشر بشكل ملحوظ في المناطق الحضرية، لكن لا توجد أي اختلافات اجتماعية واقتصادية معروفة.

## الأعراض
من أعراض رفض المدرسة أن يصرخ الطفل في كثير من الأحيان لشعوره بالتعب، أو إصابته بصداع، أو ألم بالمعدة أو التهاب في الحلق. فإذا مكث الطفل بالمنزل ولم يذهب إلى المدرسة، فقد تزول هذه الأعراض، غير أنها قد تعود في صباح اليوم التالي قبل ذهابه إلى المدرسة. علاوةً على ذلك، قد ينخرط الأطفال المصابون برفض المدرسة في نوبات بكاء أو نوبات غضب.
من العلامات التحذيرية التي تنذر بالإصابة بحالة رفض المدرسة الشكاوي المتكررة من عدم الرغبة في الذهاب إلى المدرسة، وتكرار حالات التأخر أو الغياب دون أسباب، والغياب في أيام مهمة (الاختبارات، دروس الكلام، فصل التربية البدنية)، والطلبات المتكررة بالاتصال بالمنزل أو الرغبة في العودة إليه، والإفراط في القلق على أحد الوالدين أثناء التواجد بالمدرسة، وكثرة الطلب بالذهاب إلى مكتب الممرضة للشكوى من أسقام جسدية، والبكاء رغبةً في العودة إلى المنزل.
وبالتالي من المهم للآباء والأمهات المحاولة بالاستمرار في حث أبنائهم على العودة إلى المدرسة. فكلما طالت مدة مكوث الطفل خارج المدرسة، صعب عليه العودة إليها. ومع ذلك، قد يكون من الصعب تحقيق ذلك فعند إكراه الأطفال على العودة إلى المدرسة، عندها يصبحون عرضة للدخول في نوبات الغضب أو نوبات بكاء أو الإصابة بأمراض نفسية جسمية أو ظهور أعراض الفزع والتهديدات بإيذاء النفس. وبديهيًا، تتلاشى تلك الأعراض بمجرد السماح للطفل بالبقاء بالمنزل.
ويجب على الآباء استشارة الطبيب في حالات أبنائهم، وبدورهم سيتمكنون من معالجة أي مرض قد يكون سببًا في ظهور هذه المشكلة. كذلك، على الوالدين التحدث مع مدرس الطفل أو مستشار المدرسة. على الرغم من أن حالة رفض المدرسة لا يمكن إدراجها ضمن الاضطرابات السريرية وفقًا لما ورد في الدليل التشخيصي والإحصائي للاضطرابات العقلية، الطبعة الرابعة، غير أنه يمكن ربطها بالعديد من الاضطرابات النفسية، بما في ذلك اضطراب قلق الانفصال، والرهاب الاجتماعي، واضطراب السلوك. ولذلك من الضروري أن يحصل الشباب الذين يعانون من حالات رفض المدرسة على تقييم شامل يجريه أحد محترفي الصحة العقلية.
بينما يرى البعض أن بعض حالات رفض المدرسة يمكن علاجها من خلال إعادة إدخال الأطفال تدريجيًا إلى البيئة المدرسية، يرى البعض الآخر ضرورة خضوعهم للعلاج باستخدام بعض أشكال العلاج النفسي أو العلاج السلوكي المعرفي. ولقد سعت بعض العائلات لتطبيق التعليم البديل بالنسبة لأولئك الرافضين دخول المدرسة؛ ذلك النظام الذي أثبت فعاليته كذلك. وفي الحالات الحرجة، يتم وصف بعض أشكال العلاج أحيانًا ولكن لم تثبت أيٍ من تلك الأدوية فعاليتها بحيث يتم الاعتماد عليها كحلول لتلك المشكلات.
توجد حالة مرضية أخرى يجرى الخلط بينها وبين حالة رفض المدرسة وهي متلازمة تأخير مرحلة النوم (DSPS). وتعد متلازمة تأخير مرحلة النوم أحد أنواع اضطرابات إيقاع الساعة البيولوجية والتي تؤدي إلى صعوبة الاستغراق في النوم ليلًا وكذلك صعوبة الاستيقاظ في الصباح.
لا تزال محاولة السيطرة على سلوك الطفل باستخدام أساليب التهديد أو الضغط تشكل مصدر خطر كذلك باعتبارها دافعًا خارجيًا (خارجي) يعمل على تقويض الدافع الذاتي المتمثل في الشعور بضبط النفس والقيمة الذاتية والمسؤولية الذاتية.

## التشخيص
بالنسبة للأطفال المتعلقين بالأم بشكل واضح أو أي مظهر آخر من مظاهر التعلق كنتيجة لإصابتهم بـ قلق الانفصال و/أو نظرية التعلق، فإنه غالبًا ما تظهر عليهم بداية الأعراض في مرحلة ما قبل دخول المدرسة أو الروضة أو عند بداية دخولهم المدرسة.
يتم تشخيص رهاب المدرسة في المقام الأول بالاعتماد على الاستبيانات والمقابلات التي يجريها الطبيب مع الأطفال. وتوجد طرق أخرى يمكن من خلالها تشخيص الحالة كالملاحظة، لكن لم تثبت تلك الطريقة فعاليتها. فتعد تلك الوسيلة غير شاملة، حيث يعتبر القلق من (المدرسة) ظاهرة داخلية، تقع داخل الشخص نفسه. وتتمثل إحدى الأمثلة على الاستبيانات متعددة الأبعاد الحديثة في النهج الخاص بـ «حصر مواطن القلق التفاوتية»، ومزودًا باثني عشر مقياسًا لتشخيص أربعة جوانب مختلفة: الحالات التي يحفزها القلق، والمظاهر، وإستراتيجيات التكيف وأنماط الاستقرار."
- الاستكشاف المعرفي ونمط الحياة.
- «اختبار رهاب المدارس» (SAT) بواسطة إريك هوسلين.
- «استبيان القلق الخاص بالطلاب» (AFS) بواسطة فيلهم وويزركويسكي.
- «حصر مواطن القلق التفاوتية» (DAI) بواسطة ديتلف روست وفرانز شيرمر.

## العوامل المسببة
يمكن تقسيم العوامل التي قد تتسبب في عدم رغبة الأطفال في الذهاب إلى المدرسة إلى أربع فئات. ولقد تم إعداد هذه الفئات بناءً على دراسات أجريت في الولايات المتحدة بقيادة الأستاذ كريستوفر كيرني. والتي أظهرت إمكانية إصابة بعض الأطفال بعدة عوامل في آنٍ واحد.
- قد يرغب الطفل في تجنب المسائل والمواقف المتعلقة بالمدرسة والتي تكسبه أو تكسبها شعورًا غير لطيف كالشعور بالقلق أو الاكتئاب أو قد تظهر عليه بعض الأعراض النفسية. فيمثل الإعراض عن الذهاب إلى المدرسة أحد الأعراض التي قد تشير إلى وجود مشكلة أكبر، مثل اضطراب القلق أو الاكتئاب أو اضطراب النوم أو اضطرابات قلق الانفصال أو الفزع.
- قد يرغب الطفل في تجنب حضور الاختبارات أو العروض أو المشاركة في العمل الجماعي أو حضور بعض الدروس الخاصة أو التفاعل مع الأطفال الآخرين.
- قد يرغب الطفل في لفت انتباه بعض الأشخاص المهمين من خارج المدرسة كالوالدين أو معارفه الأكبر سنًا.
- قد يرغب الطفل في القيام بنشاط أكثر متعة خارج نطاق أنشطة المدرسة، كممارسة هواية أو ممارسة ألعاب الكمبيوتر، أو مشاهدة الأفلام أو اللعب مع الأصدقاء كركوب الدراجة، وما إلى ذلك، أو التعلم ذاتيًا.

ومن العوامل الأخرى ما يلي:
- قد ينشأ القلق نتيجة الخوف من عدم القدرة على التحصيل الدراسي ومن الخضوع للاختبارات نتيجة المطالبات المبالغ فيها من المعلمين و/أو الآباء والتي تخلف إحساسًا بالضغط، فضلًا عن الطموحات غير الواقعية للطفل نفسه المصاب بالاضطراب.
- قد تظهر حالة رفض المدرسة لدى الطفل نتيجة إساءة معاملته.
- عادةً ما يشعر الأطفال الذين يعانون من الرهاب الاجتماعي مع الانتقال السلس نحو الشعور بـ الخجل بالملل عند بداية الدخول للمدرسة. فعادةً ما ينتاب هؤلاء الأطفال مشاعر الخوف أو الاكتئاب في ظل هذه الحالة، أو إذا تمت إساءة معاملتهم أو كانوا يعانون من توتر مفرط. وتعد حالة رهاب المدرسة الشكل الأندر من أشكال القلق من المدرسة.
- كذلك، قد تحدث هذه الحالة نتيجة قلق الطفل على الوالدين أو الأشقاء، على سبيل المثال، بالنسبة للوالد الذي يتعاطى المخدرات، أو الوالد الذي يعتدي جسديًا على أحد أفراد الأسرة.